# 1892 في مصر
فيما يلي قوائم الأحداث التي وقعت خلال عام 1892 في مصر.

## ظهور
- 1 يناير – الفتاة
- 1 يناير – الهلال

## مواليد

### يناير
- 1 يناير – حسن إبراهيم حسن مؤرخ مصري.
- 1 يناير – قوت القلوب كاتبة مصرية.
- 1 يناير – محمد تيمور كاتب مصري.
- 29 يناير – أحمد محمد شاكر إمام مصري من أئمة الحديث.

### فبراير
- 9 فبراير – أحمد زكي أبو شادي

### مارس
- 17 مارس – سيد درويش موسيقي مصري.

### أغسطس
- 9 أغسطس – أحمد رامي شاعر مصري.

## وفيات

### يناير
- 7 يناير – الخديوي توفيق (مواليد 1852)